# Ifet Taljević
Ifet Taljević (in serbo Ифет Таљевић?; Novi Pazar, 12 giugno 1980) è un ex calciatore serbo, di ruolo centrocampista.

## Carriera
Nel 2007 ha militato nel Bellinzona, formazione svizzera di Challenge League neopromossa in Super League. Disputa la stagione 2008-2009 con il Neuchâtel Xamax, squadra pure iscritta al massimo campionato svizzero di Super League.